# Lettere
Lettere là một đô thị ở tỉnh Napoli ở vùng Campania, cách Napoli khoảng 30 km về phía đông nam. Tại thời điểm ngày 31 tháng 12 năm 2004, đô thị này có dân số 5.917 người và diện tích là 12,0 km².
Lettere giáp các đô thị: Angri, Casola di Napoli, Corbara, Gragnano, Ravello, Sant'Antonio Abate, Tramonti.